# Димитрије Маринковић
Димитрије Маринковић (Параћин, фебруар 1835 — Београд, 17/30. јун 1911) био је српски правник и политичар. Маринковић је био министар унутрашњих послова и министар правде владе Краљевине Србије, као и председник Сената.

## Биографија
Свршио је лицеј у Београду 1855. Служио је у судској струци. 1874 — 1884 био је члан касационога суда, 1884 министар правде, 1885 министар унутрашњих послова, 1886 — 1887 опет министар правде у Гарашаниновом министарству. Био је и члан Српског археолошког друштва од његовог оснивања 1883. године.
1886 — 1889 био је државни саветник, 1894 поново је стављен за државног саветника, a 1895 — 1896 био је министар унутрашњих послова.
Имао је великог удела у издавању Устава 1901. и у склапању напредњачко—радикалне фузије, која је са тим уставом стајала у вези. Био је први председник Сената 1901. али је 1902. одступио због неслагања са краљем Александром, када је овај намеравао обуставити устав од 1901.
Био је један од првака напредне странке.
Његови синови били су српски и југословенски политичари Павле Маринковић и Војислав Маринковић.